# Bianka Buša
Pour les articles homonymes, voir Buša.
Bianka Buša est une joueuse de volley-ball serbe née le 25 juillet 1994 à Vrbas. Elle mesure 1,87 m et joue au poste de réceptionneuse-attaquante. Elle totalise 12 sélections en équipe de Serbie.
Son frère cadet est le joueur de volleyball Boris Buša.

## Clubs
| Club                | De        | À         |
| ------------------- | --------- | --------- |
| OK Partizan Vizura  | 2010-2011 | 2014-2015 |
| Volley Towers       | 2015-2016 | 2015-2016 |
| CSM Târgoviște      | jan 2016  | mai 2016  |
| Promoball Flero     | 2016-2017 | 2016-2017 |
| KPS Chemik Police   | 2017-2018 | 2018-2019 |
| CS Volei Alba-Blaj  | 2019-2020 | 2019-2020 |
| Fenerbahçe İstanbul | 2020-2021 | …         |

## Palmarès

### Équipe nationale
- Jeux olympiques
  -  2016 à Rio de Janeiro.
- Championnat du monde
  - Vainqueur : 2018.
- Championnat d'Europe
  - Vainqueur : 2017, 2019.
- Coupe du monde
  - Finaliste : 2015.
- Championnat d'Europe des moins de 20 ans
  - Finaliste : 2012.

### Clubs
- Championnat de Serbie
  - Vainqueur : 2014, 2015.
- Coupe de Serbie
  - Vainqueur : 2015.
  - Finaliste : 2013, 2014.
- Supercoupe de Serbie
  - Vainqueur : 2013, 2014.
- Championnat de Roumanie
  - Vainqueur : 2020.
  - Finaliste : 2016.
- Coupe de Roumanie
  - Vainqueur : 2016.
- Championnat de Pologne
  - Vainqueur : 2018.
- Coupe de Pologne
  - Vainqueur : 2019.
- Supercoupe de Pologne
  - Finaliste : 2017, 2018.